# اشلی فینک
اشلی فینک (انگلیسی: Ashley Fink؛ زاده ۲۰ نوامبر ۱۹۸۶) یک هنرپیشه اهل ایالات متحده آمریکا است.